# Хорик Андрій Васильович
Андрі́й Васи́льович Хорик — солдат Збройних Сил України, учасник російсько-української війни, що загинув у ході російського вторгнення в Україну в 2022 році.

## Життєпис
Андрій Хорик народився 27 травня 1998 року в с. Голосків Летичівського району (нині Меджибізької селищної громади Хмельницького району на Хмельниччині. Був старшою дитиною в багатодітній родині, де народилося 8 дітей. У 2019 році свідомо пішов на контрактну службу до лав ЗСУ. Пройшов дві ротації в АТО та ООС на сході України. Служив у 80-й окремій десантно-штурмовій бригаді у м. Львові. Навички удосконалював на полігонах Львівської області, Івано-Франківщини, Рівного. З початком повномасштабного російського вторгнення перебував на півдні України, захищаючи мир на рідній землі.
У Меджибізькій громаді в останню путь провели 29 березня 2022 року Андрія Хорика, який віддав своє життя в боротьбі з російськими загарбниками. Кількасот жителів населеного пункту сформували живий коридор із квітами та прапорами під час руху жалобної процесії. Кортеж із труною бійця односельці зустрічали на колінах.
Поховали загиблого воїна з військовими почестями на місцевому кладовищі у рідному селі.

## Нагороди
- орден За мужність III ступеня (2022, посмертно) — за особисту мужність і самовіддані дії, виявлені у захисті державного суверенітету та територіальної цілісності України, вірність військовій присязі [2].